# Cascalho (livro)
Cascalho é o título do livro de estreia do escritor brasileiro Herberto Sales, um romance ambientado na Chapada Diamantina e publicado originalmente em 1944, considerado um expoente do regionalismo.
Coloca-se ao lado das obras nordestinas de autores como José Américo de Almeida, Graciliano Ramos, José Lins do Rego, Jorge Amado e Rachel de Queiroz mas, ao contrário destes em que o ambiente é o engenho, a seca ou o litoral, ali o autor registra o universo da Chapada Diamantina e sua cidade natal Andaraí, retratando a corrida pela fortuna no garimpo do diamante e carbonado, que eram "encontrados até nas moelas das galinhas", sendo um precursor de Guimarães Rosa.
Nas duas edições seguintes, 1951 e 1955, o autor procedeu a algumas modificações: na primeira alterando questões de estilo, e a segunda é a versão definitiva que segue sendo publicada até o presente.

## Histórico
A obra foi publicada quando o escritor contava apenas vinte e sete anos de idade e este, segundo registrou Carlos Heitor Cony, já havia desistido da carreira literária. Segundo o memorialista, Sales morava ainda em sua cidade natal e enviara as seiscentas e cinquenta páginas originais para um concurso no Rio de Janeiro promovido pela "Revista do Brasil", onde era secretário o dicionarista Aurélio Buarque de Holanda Ferreira que procurava expressões regionais para o seu dicionário.
Como aqueles originais seriam descartados pela organização do concurso ainda em 1942, Aurélio guardou para si esta cópia. Sales, em Andaraí, desistira da carreira literária e, acreditando possuir a única cópia remanescente do romance, o destrói e comunica o fato ao escritor Marques Rebelo. Aurélio, que era vizinho deste, numa conversa menciona o desconhecido autor e sua obra a Rebelo que, então, comunica que com ele se correspondia e relata a decisão do escritor, até então inédito, de destruí-la. No relato de Cony: "Juntara gravetos no quintal da casa de sua família, rasgara em quatro partes as 650 páginas da cópia que lhe restara. Queimara tudo (...) Quando Herberto escreveu a Rebelo, comunicando-lhe que queimara a cópia única do livro, foi surpreendido com a revelação de que o original continuava com Aurélio. Não foi difícil encontrar uma brecha no mercado editorial da época."
Sendo a história ambientada no local em que nascera, a repercussão na cidade não foi positiva e Sales foi ameaçado de morte pelos poderosos locais que se sentiram ridicularizados pela forma como teriam sido retratados na obra de forma que, por instâncias do amigo e da mãe, com a ajuda de Rebelo em cuja casa se hospeda, o autor refugia-se no Rio de Janeiro e começa a trabalhar para o O Cruzeiro.

## Análise
Everaldo Augusto assim se manifesta sobre o livro: "A narrativa de Herberto Sales em Cascalho vai às origens da civilização do garimpo para buscar ali as explicações relacionadas ao lugar ocupado pelos personagens. Estas idas e vindas da narrativa à fonte da história passam pela descrição sociogeográfica da região do garimpo, passam pela interação da história local com os acontecimentos do país. Através desta historicidade da obra, o autor vai montando uma biografia da civilização do garimpo através do texto literário."
Para Fernando Milliet, "Há em Cascalho, além do valor literário, uma importante contribuição ao estudo do vocabulário e da sintaxe de toda uma região. Do ponto de vista do estilo e da língua será talvez, esse, o melhor e mais sedutor aspecto do romance." Ruy Espinheira, no posfácio da terceira edição, informa que a obra causara impacto não somente no Brasil, mas "logo surgindo traduções para diversos países, dentre os quais a Tchecoslováquia, Romênia, Itália, Polônia, Argentina, Rússia, China, Coreia e Japão, além de edições em Portugal". Ele cita a análise feita por Wilson Martins, para quem a obra era uma "admirável interpretação romanesca de uma cruel realidade."
Cascalho é considerada a última obra expoente da chamada "geração de 30" de autores regionalistas.

### Excerto
"Sente-se apanhado irrevogavelmente na armadilha: ia morrer como um bicho - sem vela nem sentinela - e esse pormenor lhe causava uma espécie de decepção. Por mal dos pecados, sua candeia apagara-se: mais pelo instinto que por outra coisa, avançava através da escuridão do lapeiro. Evidentemente, os outros gruneiros tinham fugido com muita rapidez ao ser dado o alarma, pois, do contrário, também estariam lutando ali para não morrer: isso lhe parecia de certo modo injusto. Enterra os pés na areia, para dar impulso ao corpo. Tem vontade de gritar, mas não o faz, por considerar essa ideia totalmente inútil: no bojo da gruna outra coisa não se ouve que não seja o rumor da água."